# Schloss Bachhausen

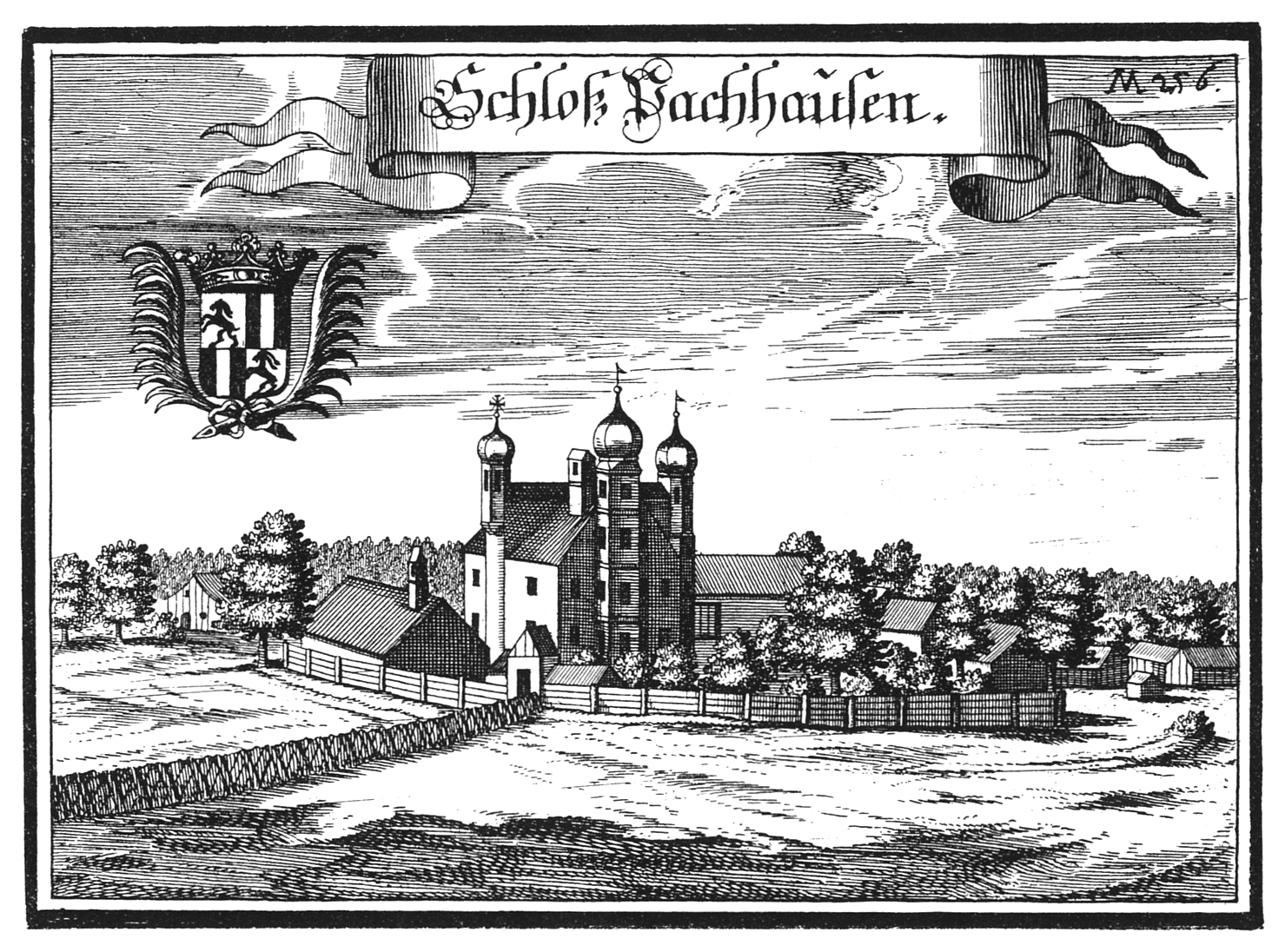
Bachhausen auf einem Kupferstich von Michael Wening (um 1700)

Schloss Bachhausen ist ein abgegangenes Hofmarkschloss in Bachhausen in der Gemeinde Berg im oberbayerischen Landkreis Starnberg.

## Geschichte
Urkundlich erwähnt wurde Bachhausen erstmals 1167.
Im Jahr 1588 wird Andreas Lerchenfelder als Inhaber der Hofmark Bachhausen überliefert. Nachdem 1619 Hans Christoph von Ruepp die Hofmark Bachhausen erworben hatte, legte er sie mit der bereits in seinem Besitz befindlichen Hofmark Mörlbach zusammen.
Im Jahre 1648 wurde der Ort mit dem Schloss während des Dreißigjährigen Krieges von den Schweden völlig zerstört, später aber wieder aufgebaut. Der Kupferstich von Michael Wening (um 1700) zeigt einen zweigeschossigen Satteldachbau mit drei Türmen. Die zwei vorderen Türme waren wohl mit einem verdeckten Gang verbunden. Vor 1790 wurde der Edelsitz abgebrochen.
Seit 1867 steht der „Außerbauernhof“ an der Stelle des ehemaligen Herrenhauses.